# Dżalaula
Dżalaula (arab. جلولاء, Ǧalawlāʾ) – miasto w Iraku, w muhafazie Dijala, w kadzie Chanakin, nad rzeką Dijala. W 2014 roku liczyło około 80 000 mieszkańców. Zdecydowaną większość z nich, około 80%, stanowili sunniccy Arabowie.

## Historia
W 637 roku w pobliżu miasta miała miejsce bitwa pod Dżalaulą, między wojskami imperium Sasanidów a kalifatem Umara. Zakończyła się ona zwycięstwem arabskim i aneksją ziem na wschód od gór Zagros.
W sierpniu 2014 kontrolę nad miastem przejęło Państwo Islamskie. Zostało ono jednak w listopadzie zdobyte przez Peszmergów i bojówki szyickie. Po walkach miasto pozostało w ruinach i praktycznie wyludnione. Obszar wokół Dżalauli jest terenem spornym między rządem w Bagdadzie a rządem regionalnym Kurdystanu. Z tego powodu żadna ze stron nie chce zainwestować w pomoc w odbudowaniu miasta.
W 2016 Kurdowie rozpoczęli w okolicach Dżalauli i Kirkuku kopanie rowu o szerokości trzech i głębokości dwóch metrów. Planowo ma on ciągnąć się od miasta Rabi’a, na północy Iraku, do Chanakin, w pobliżu granicy z Iranem, na długości kilkuset kilometrów. Ma stanowić linię obrony przed Państwem Islamskim, w szczególności używanymi przez nich samochodami pułapkami. Przedsięwzięcie spotkało się ze zdecydowanym potępieniem żyjących w regionie Turkmenów, którzy uważają go za początek podziału kraju.

### Zamachy terrorystyczne
- 23 marca 2009 w zamachu podczas uroczystości żałobnych zginęło 25 osób, a 50 zostało rannych[6].
- 11 czerwca 2010 wybuch samochodu zabił 6 osób, w tym dwóch amerykańskich żołnierzy, i ranił 26[7].
- 8 czerwca 2014 wybuch samochodu pułapki przy siedzibie Patriotycznej Unii Kurdystanu zabił 17 osób. W tym samym czasie zamachowiec samobójca zdetonował ładunek w samej siedzibie, raniąc ponad 50 osób[8].